# Princenhage
Princenhage (uitspraak: ['prɪn.sə.na.ɣə]) is een voormalige gemeente (tot 1942) en tegenwoordig een wijk gelegen in het zuidwesten van de gemeente Breda in de provincie Noord-Brabant. De wijk heeft 8.845 inwoners op 1 januari 2022. De oude dorpskern rond de Haagsemarkt is nog goed zichtbaar. De wijkraad van Princenhage heeft er voor gekozen als “Dorpsraad” naar buiten te treden en als “Princenhage, Dorp in Breda” vernoemd te worden in de gemeentelijke stukken en publicaties. Men wil hiermee het dorpse karakter en de geschiedenis van de wijk benadrukken.

## Toponymie
Princenhage (naam sedert de negentiende eeuw, van ‘s Princenhage) wordt ook wel 't Aogje (uitspraak: ['tɒʝ.jə] of ['tɒɣ.jə]) genoemd. Niet alleen tijdens het carnaval heet het stadsdeel namelijk zo, het Haagje (eigenlijk de Hage) is ook een oude, historische aanduiding van een nederzetting aldaar, die rond 1198 in het Latijn als Haga werd aangeduid. Bepaalde enclaves daarbinnen werden als Hage-Hertog onderscheiden (vergelijk Baarle-Hertog). In 1496 was sprake van Haghe onder Nassow, naar het Huis Nassau, de Heren van Breda. Achteraf is men het dorp naar de Prins van Oranje gaan noemen.
De middeleeuwse naam voor het dorp luidde echter Mertersem (vergelijk thans nog de Bredase straatnaam 'Laan van Mertersem', per 1941 zo genoemd). Deze naam werd voor het eerst vermeld in 1233. Nederzettingsnamen met het toponiem -heem zijn echter te dateren tussen 500 - 1000 na Chr. Ook voor Princenhage is een dergelijk oude bewoning aangetoond. De afleiding van het eerste naamsdeel is niet geheel duidelijk. Mogelijk stamt merter van mortel, wat 'drassige grond' betekent. Ook zou de naam een verbastering kunnen zijn van "Meertensheim", de verblijfplaats van St Martinus of St Meerten, de heilige waaraan de kerk gewijd is.

## Geschiedenis
De heerlijkheid Hage werd voor het eerst vermeld in 1198. Ze maakte deel uit van de Baronie van Breda. De 'haag' waarnaar verwezen werd betrof een omheind gedeelte, dat als jachtterrein (wildbaan) voor de heren van Breda diende. In 1328 kreeg het dorp Mertersem (het latere Princenhage) een schepenbank. Tot 1796 werd het dorp bestuurd door een schout en zeven schepenen.
In 1261 werd Mertersem een zelfstandige parochie. In 1796 splitste de parochie Prinsenbeek zich hiervan af.
Princenhage was sinds de 19e eeuw een zelfstandige gemeente, eerst onder de naam Haage, met een groot grondgebied ten noordwesten en zuidwesten van Breda, maar er werden geleidelijk aan steeds stukjes van dit gebied bij het zich uitbreidende Breda gevoegd. Bij de herindeling in 1942 werd uiteindelijk het zuidelijk deel van de gemeente, inclusief het dorp Princenhage, aan de gemeente Breda toegevoegd. Het noordelijk deel, met het dorp Beek (NB), werd toen een nieuwe zelfstandige gemeente, die later Prinsenbeek ging heten.
De Haagdijk en Haagweg waren de verbindingswegen naar Princenhage. In 1683 werd een steenweg, de Bredase Steenweg, aangelegd, de huidige Haagweg. In 1684 werden er olmenbomen langs geplant. De tram van de Zuid-Nederlandsche Stoomtramweg-Maatschappij (ZNSM) ging over de Haagweg.
In 1845 kwamen de Franciscanessen van Etten naar Princenhage. Ze woonden aanvankelijk in de oude pastorie, maar in 1877 werd voor hen een klooster gebouwd. Dit was het Maria-klooster. De Franciscanessen verzorgden onder meer onderwijs voor meisjes. Het klooster werd afgebroken in de jaren 70 van de 20e eeuw.
In de 18e eeuw woonden er in Princenhage ongeveer 3000 mensen. In 1840 waren dat er 5237. Velen daarvan woonden verspreid over buurtschappen. Tegenwoordig heeft de wijk Princenhage ongeveer 8000 inwoners.
Tijdens de Duitse bezetting werden in de pastorie van de Nederlands Hervormde Johanneskerk dertig onderduikers, van wie de meesten joods, verborgen en in de naastgelegen kosterij nog eens acht. Het domineesechtpaar Coolsma-Miedendorp Herman Coolsma en het kostersechtpaar Oostlander-Van de Grift werden in 2007 door de staat Israël begiftigd met de onderscheiding Yad Vashem. Alleen mevrouw Coolsma was toen nog in leven. Wijlen haar man werd een jaar eerder door de gemeente Breda geëerd met een straatnaam in de wijk Princenhage.

Princenhage heeft zijn dorpskarakter vooral cultureel gedeeltelijk weten te behouden. In 2005 zijn er op sommige plaatsen ook weer plaatsnaambordjes verschenen van Princenhage. Deze zijn echter met een witte achtergrond en niet zoals de gebruikelijke blauwe plaatsnaamborden en dienen het lokale sentiment. 

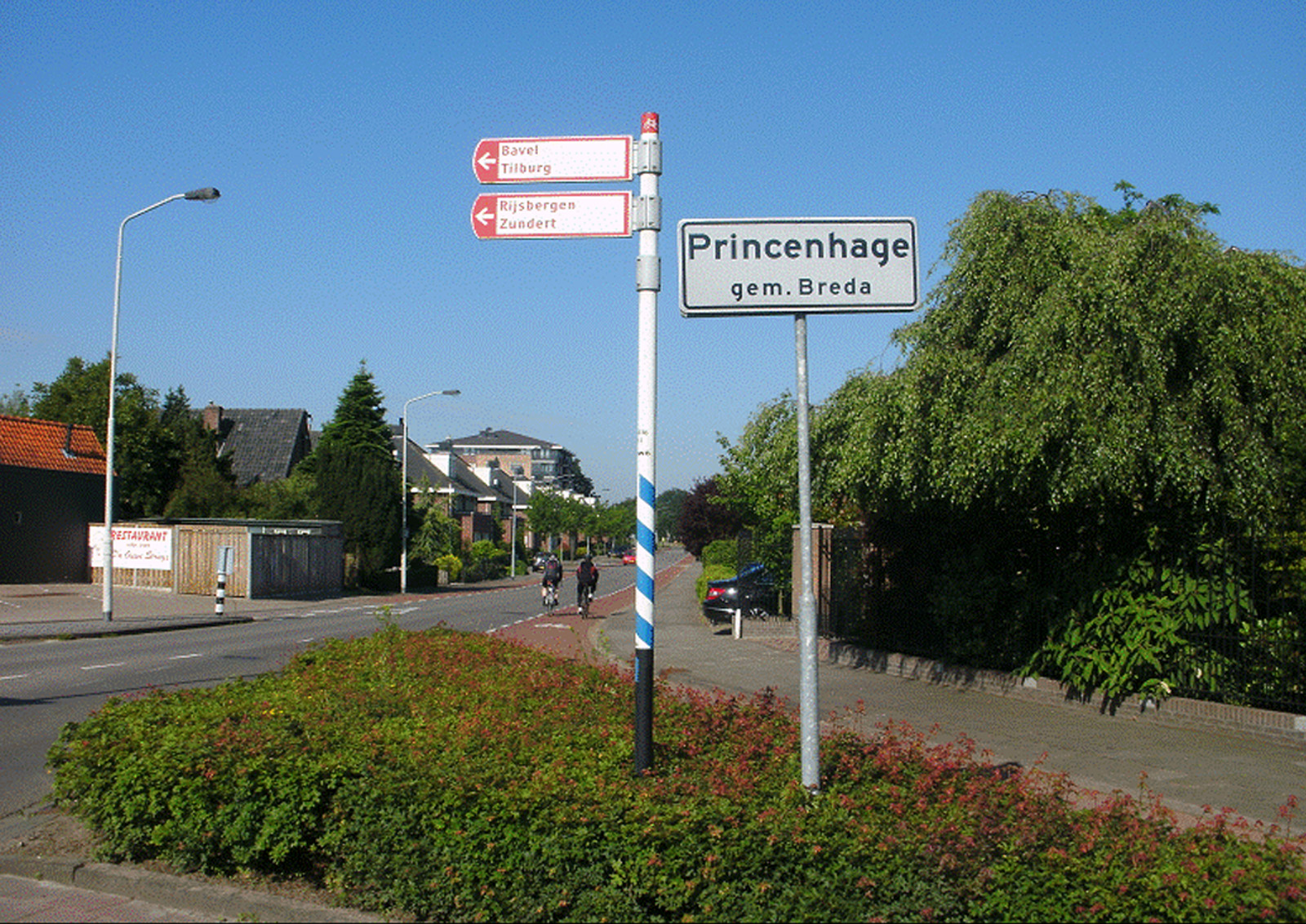
Een kombord in de wijk Princenhage, dat tot 1942 een zelfstandige gemeente was, te Breda

## Wapen en vlag
De burgemeester van Princenhage zond op 25 april 1815 aan de gouverneur van de provincie een tekening van het wapen, "hetwelk deze gemeente ten allen tijde heeft gehad." Het schild is zilver, de bomen en de grasgrond zijn als groen gearceerd. Het gemeentewapen, als zodanig bevestigd in juli 1817, komt grotendeels overeen met dat in het laatst gebruikte schependomszegel. De zandgrond is gedeeltelijke met gras begroeid. Het terrein wordt nog doorspekt met zilveren vlekken die kennelijk de drassigheid van het terrein moeten weergeven. Zie ook Wapen van Princenhage

Het wapen van de voormalige gemeente Princenhage

Gemeentevlaggen zijn in Nederland een ‘modern’ verschijnsel. Met die kwalificatie is vooral bedoeld dat zij ver na 1800, voor het merendeel zelfs na 1945, in zwang zijn gekomen. Vanouds zijn er op schepen uit kuststeden en -dorpen en in plaatsen langs de rivieren vlaggen gebruikt, waarvan sommige uit de middeleeuwen dateren. Aan Noord-Brabant ging dat verschijnsel nagenoeg voorbij. Wel bestonden er in de negentiende eeuw vlaggen van Bergen op Zoom, Breda, Grave, ’s-Hertogenbosch en Ravenstein. Hoever zij in de geschiedenis teruggingen is tot dusverre niet achterhaald.
In de nieuwe gemeente Breda, na de herindeling van 1942 en 1997, bestaan voor de dorpen, woonkernen of stadswijken geen officiële vlaggen. Officieus wordt in het dorp Princenhage veelvuldig een vlag van twee banen (groen en wit) gebruikt. Zie ook Vlag van Princenhage

De vlag van de voormalige gemeente Princenhage

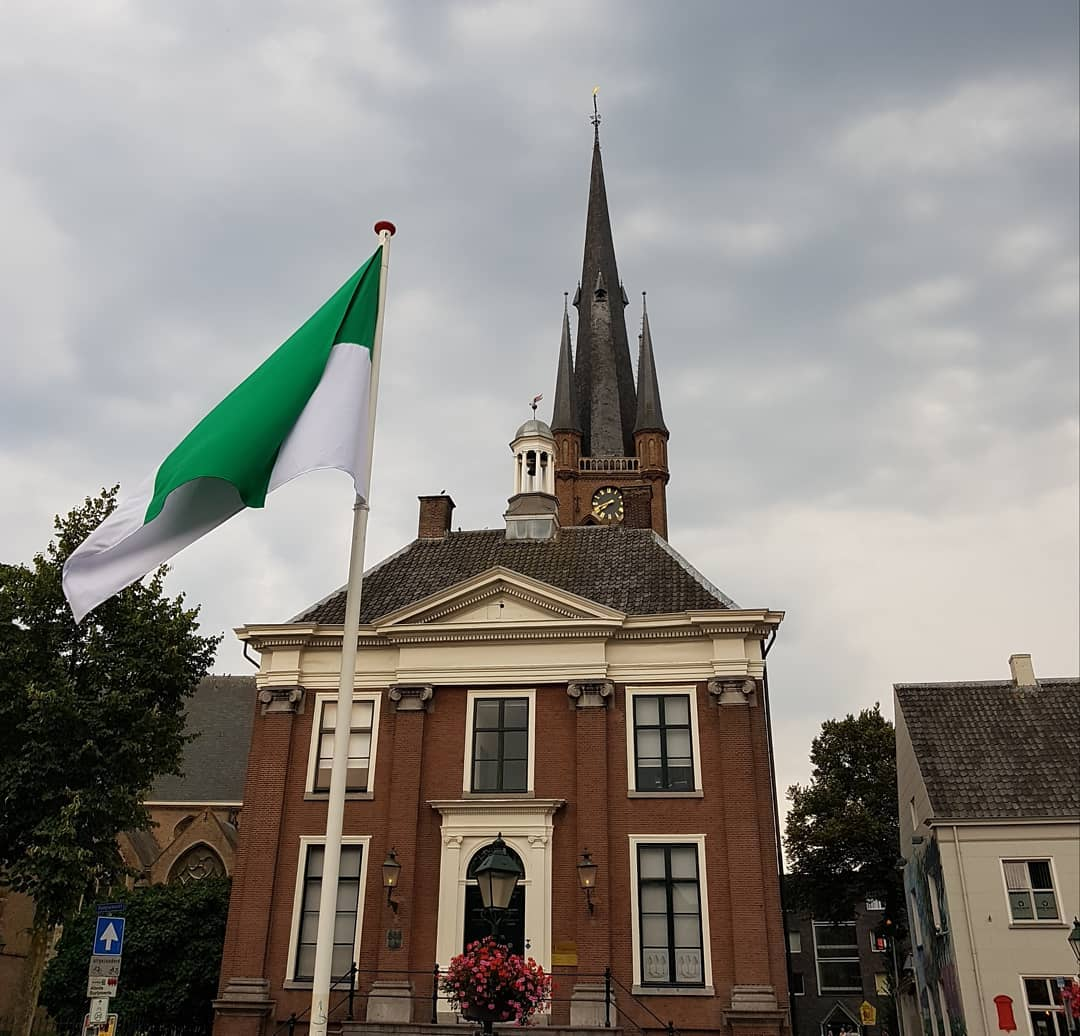
Officieus wordt in het dorp Princenhage veelvuldig een vlag van twee banen (groen en wit) gebruikt.

## Ambtsketen
Ook de burgemeesters van de dorpen die in de loop van de tijd geannexeerd zijn door de gemeente Breda waren natuurlijk verplicht een ambtsketen te dragen. Er heeft dus ook een ambtsketen bestaan voor de burgemeester van Princenhage. Deze ambtsketen was van een eenvoudig model, een ketting van kleine schakels en een penning. De gemeente Princenhage schafte in 1853 een ambtsketen aan, een ketting met penning.

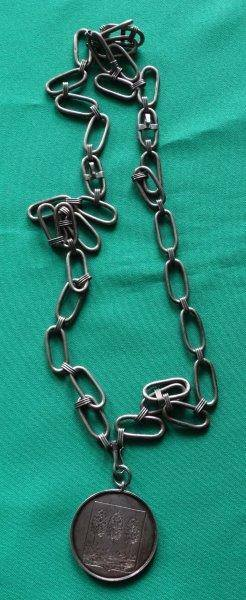
De originele ambtsketen van Princenhage, zoals hij gedragen is tot aan de annexatie in 1942

De nieuwe gemeente Beek, die in 1942 ontstond na de annexatie van de vroegere gemeente Princenhage, later Prinsenbeek, gebruikte tot en met 1982 nog steeds de oude keten van Princenhage. In 1982 werd besloten een nieuwe penning aan te schaffen met het wapen van Prinsenbeek en op de achterkant het rijkswapen. Er werd geen nieuwe ketting aangeschaft. Vanaf 1983 droeg de burgemeester de nieuwe keten. In de laatste raadsvergadering van Prinsenbeek op zondag 29 december 1996 nam de gemeenteraad van Prinsenbeek het besluit om de voorzittershamer en de ambtsketen met penning in bruikleen over te dragen aan de Heemkundekring Op de Beek. Op dinsdag 31 december 1996 (de laatste dag van de zelfstandigheid van de gemeente Prinsenbeek) nam de Heemkundekring ten huize van burgemeester Drs. K. de Vet de keten van Prinsenbeek en de losse penning van Princenhage in ontvangst.
In het kader van 75 jaar annexatie werd de originele ambtsketen met penning van de gemeente Princenhage in 2017 een jaar lang tentoongesteld in het Princenhaags Museum. Na dat jaar moest de keten weer terug naar Prinsenbeek. Op initiatief van het Princenhaags Museum heeft juwelier Jeroen van der Put een replica van deze keten gemaakt. Vanaf de opening van het nieuwe Princenhaags Museum in 2018 wordt de replica ambtsketen met originele penning in het museum tentoongesteld.

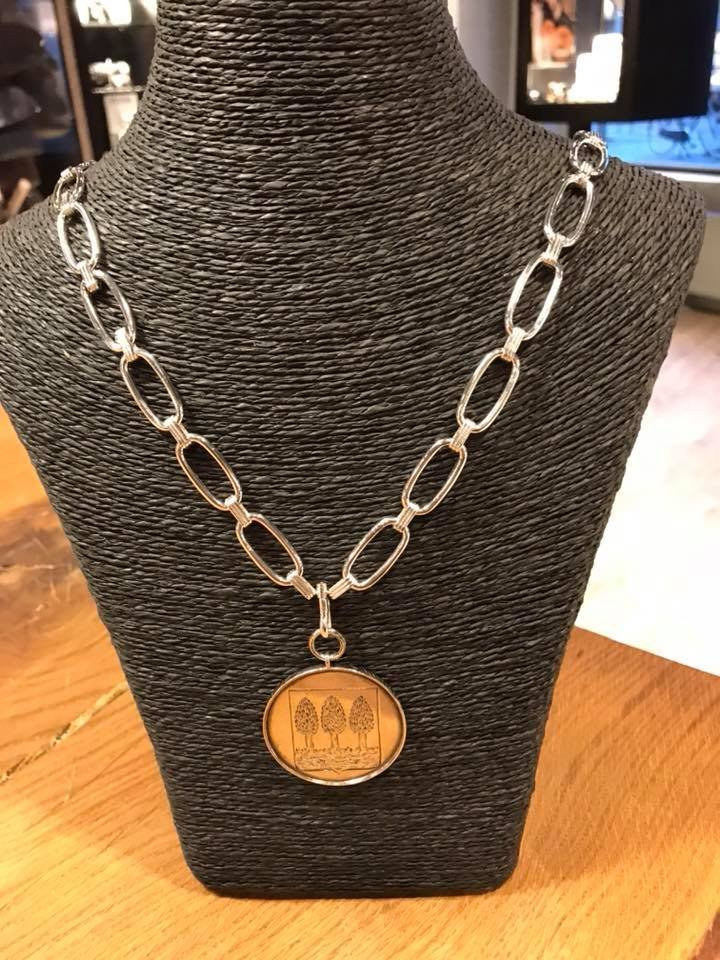
In 2018 heeft juwelier Jeroen van der Put een replica keten gemaakt, met de originele penning van de gemeente Princenhage

De burgemeester van Breda, Paul Depla, heeft met deze ambtsketen het nieuwe museum geopend. Ook zal hij deze ambtsketen bij officiële gelegenheden in Princenhage dragen als burgemeester.   

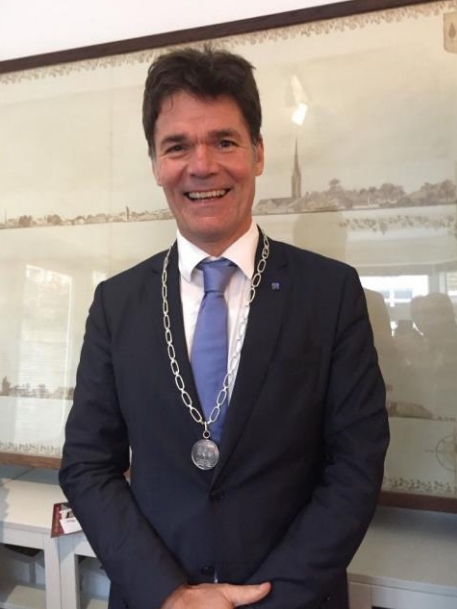
Burgemeester van Breda, Paul Depla, draagt de ambtsketen van de vroegere gemeente Princenhage die sinds 1942 onder Breda valt.

## Bezienswaardigheden

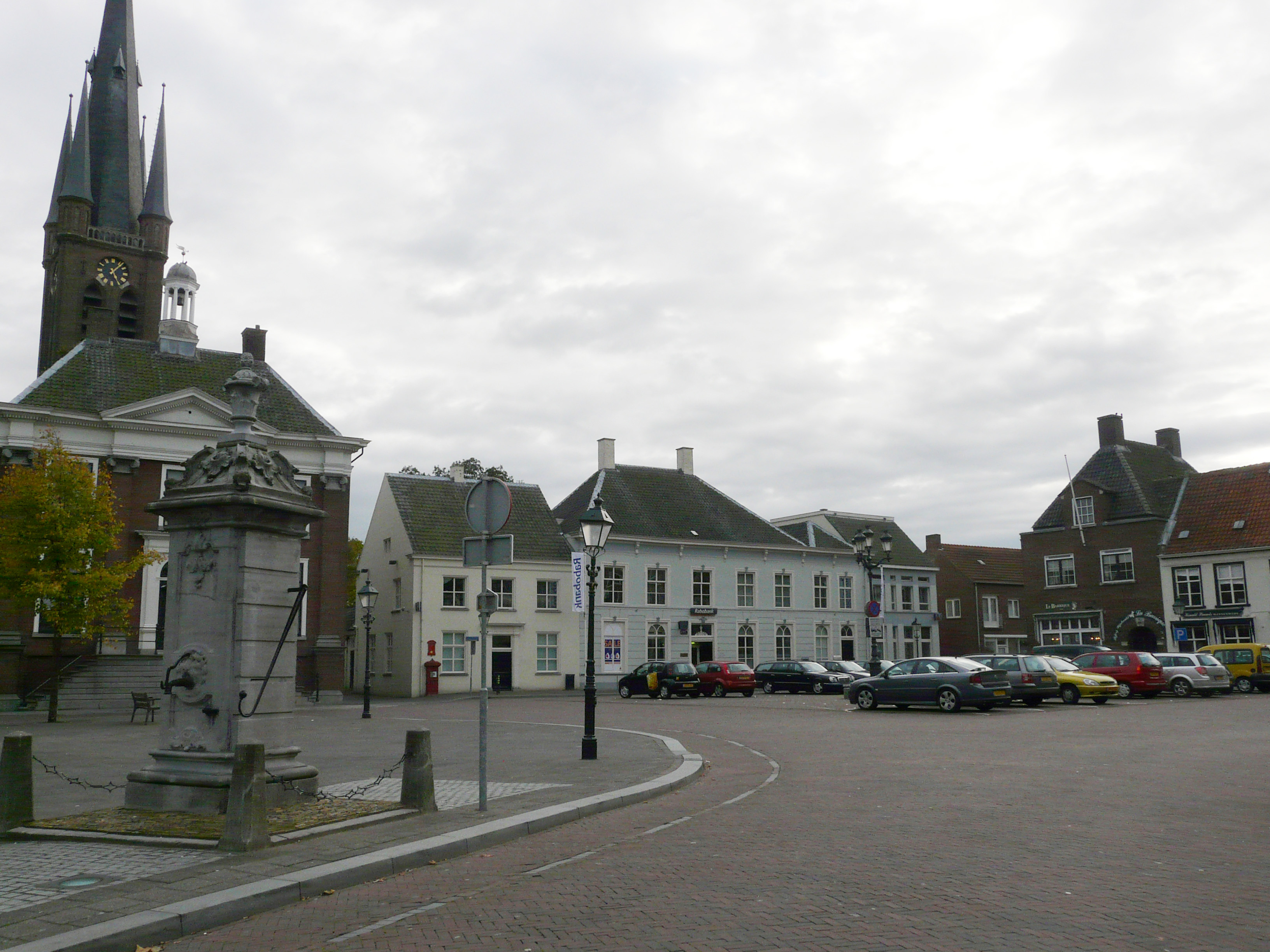
Haagsemarkt

- Op het dorpsplein de Haagsemarkt staat een gedeeltelijk middeleeuwse dorpskerk, de Sint Martinuskerk.
- Najaar 2016 zijn enkele oude gemeente Princenhage putdeksels herplaatst als monument op de Haagsemarkt. Een voormalige putdeksel van de toenmalige gemeente Princenhage. Nu als monument weggelegd op de Haagsemarkt
- Een hardstenen pomp uit 1769.

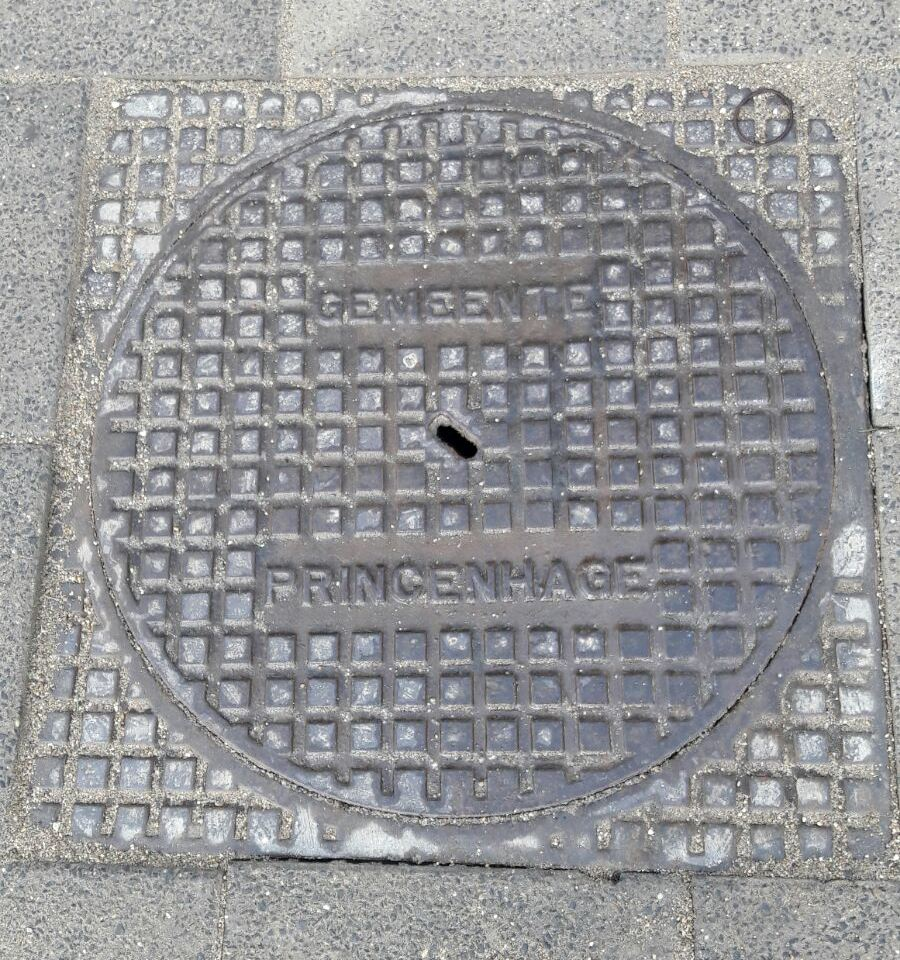
Een voormalige putdeksel van de toenmalige gemeente Princenhage. Nu als monument weggelegd op de Haagsemarkt

- Het uit 1792 daterende Voormalige raadhuis van Princenhage. Het is een ontwerp van Herman Huijsers. De voorgevel wordt getooid door vier natuurstenen Ionische pilasters. Op het schilddak staat een achtkantig open dakruitertje met koepeldak. Hierin hangt een klok uit 1763, gegoten door Johannes Specht. In de voormalige burgemeesterskamer bevindt zich een marmeren schouw, en de voormalige secretarie bezit een kastenwand uit 1780.
- Karakteristiek is ook de hoge molenstomp die nog resteert van Korenmolen De Hoop.
- Aan de Dreef 7 staat de Johanneskerk. Deze uit 1819 stammende hervormde kerk is ontworpen door architect Nicolaas Plomp. Ze werd gebouwd in neoclassicistische stijl naar een ontwerp van Nicolaas Plomp. De voorgevel heeft Ionische halfzuilen, een kroonlijst en fronton. De 18e-eeuwse kansel heeft een rijk gesneden voet en trap in Lodewijk XIV-stijl, het overig meubilair is in Lodewijk XVI-stijl. Op het dak is een achtkantige koepellantaarn. Twee gedenkstenen herinneren aan de stichting van het gebouw door koning Willem I.
- Dicht bij Princenhage ligt het Pools militair ereveld Breda dat deel uitmaakt van de begraafplaats Zuylen, gelegen aan de Ettensebaan te Breda. Het monument op het Pools Militair Ereveld herinnert de inwoners van Breda aan de Poolse 1e Pantserdivisie die de stad heeft bevrijd.
- Aan de Haagweg ligt de oude Protestantse Begraafplaats Haagveld, dat inmiddels ook bij Zuylen hoort. Hier vindt men de graven van de grootvader en grootmoeder van de kunstschilder Vincent van Gogh, Dominee van de grote kerk in Breda Vincent van Gogh (1789-1874), zijn echtgenote Elisabeth Vrijdag (1790-1857) en een van hun zonen Vincent van Gogh "Oom Cent" (1820-1888) met diens vrouw Cornelia Carbentus (1829-1913).
- Aan de Haagweg 389 staat "Huize Mertersem" het woonhuis van "Oom Cent", kunsthandelaar en oom van de schilder Vincent van Gogh. Vincent en zijn broer Theo maakte hier kennis met de kunstwereld.
- De van Gogh Wandeling Princenhage (1 km) is er een route aangelegd vanaf de St. Marinuskerk tot Haagveld waar zijn grootvader en oom begraven liggen. De route beschrijft het verhaal van 3 Vincenten (grootvader, oom en de schilder). De totale route loopt tot aan het Centraal Station Breda en wordt aangegeven door hardstenen tegels met de 3 gezichten van de heren van Gogh in een koperen cirkel.
- Plukroute Princenhage, een wandelroute (3,5 km) langs plantsoenen en straten, gesierd door fruitbomen en struiken waar vrij plukken is toegestaan.

## Musea

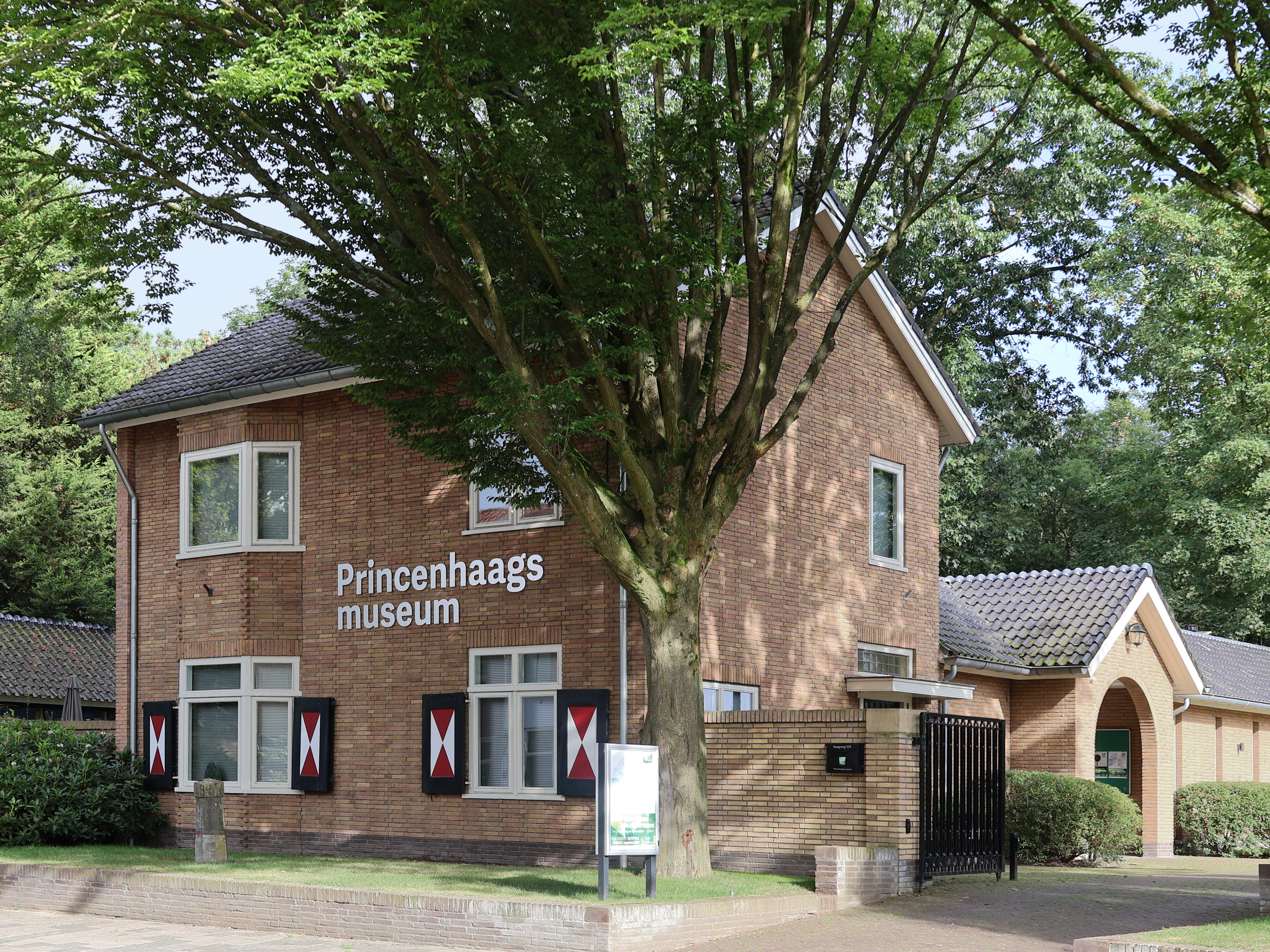
Princenhaags Museum

- Bierreclame Museum
- Princenhaags Museum

## Natuur en landschap
Ten oosten van Princenhage vindt men de bebouwing van Breda, en hier stroomt ook de Aa of Weerijs met aan de overzijde daarvan het Mastbos. Ten westen en zuidwesten van Princenhage vindt men een tuinbouwgebied en verderop het natuurgebied De Rith waardoor de Bijloop stroomt en de Turfvaart loopt. Verder naar het westen toe bevindt zich het Liesbos. Ten zuiden en ten westen van Princenhage vindt men veel infrastructuur in de vorm van autowegen.

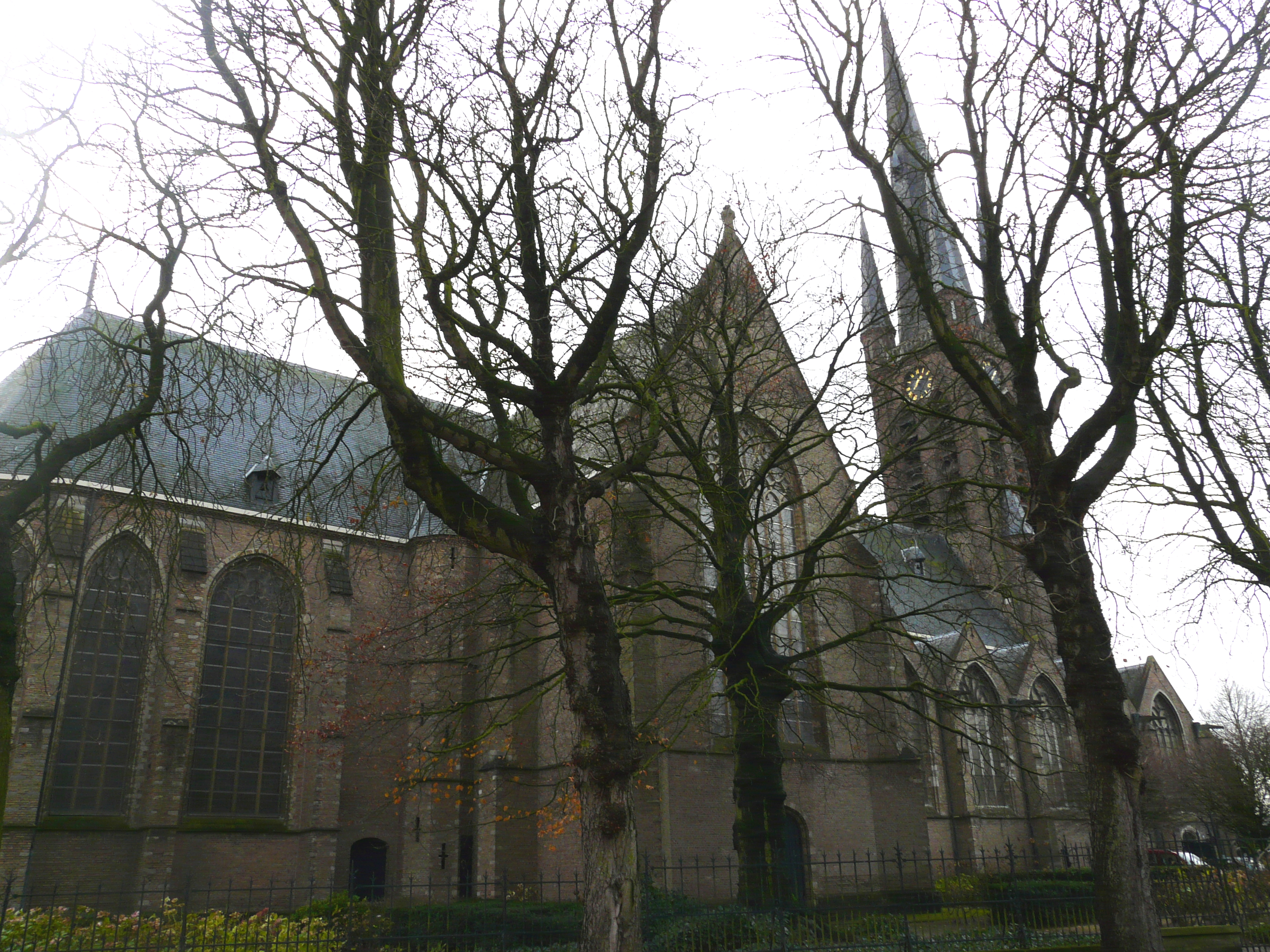
Sint-Martinuskerk
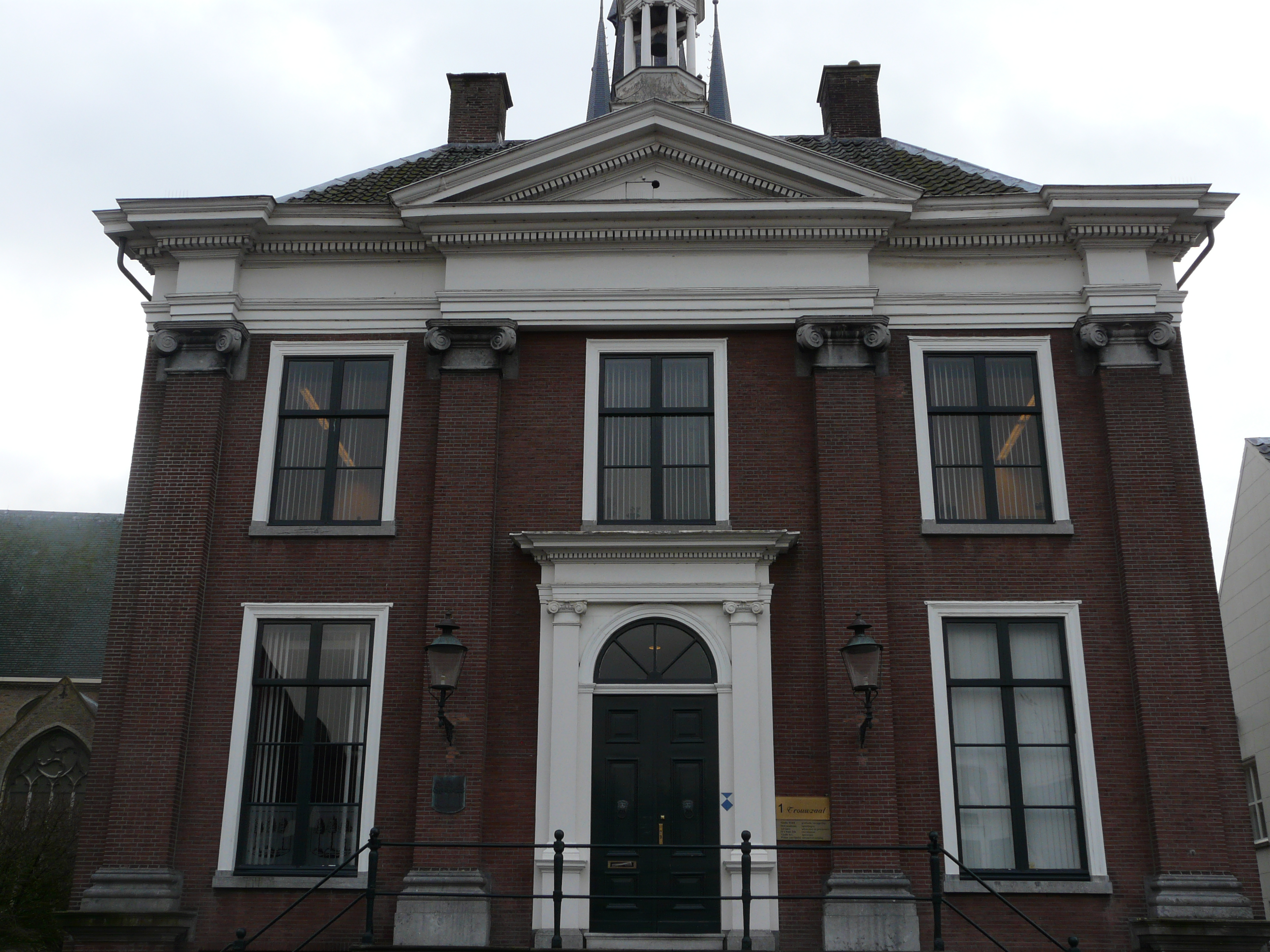
Voormalig raadhuis aan de Haagsemarkt
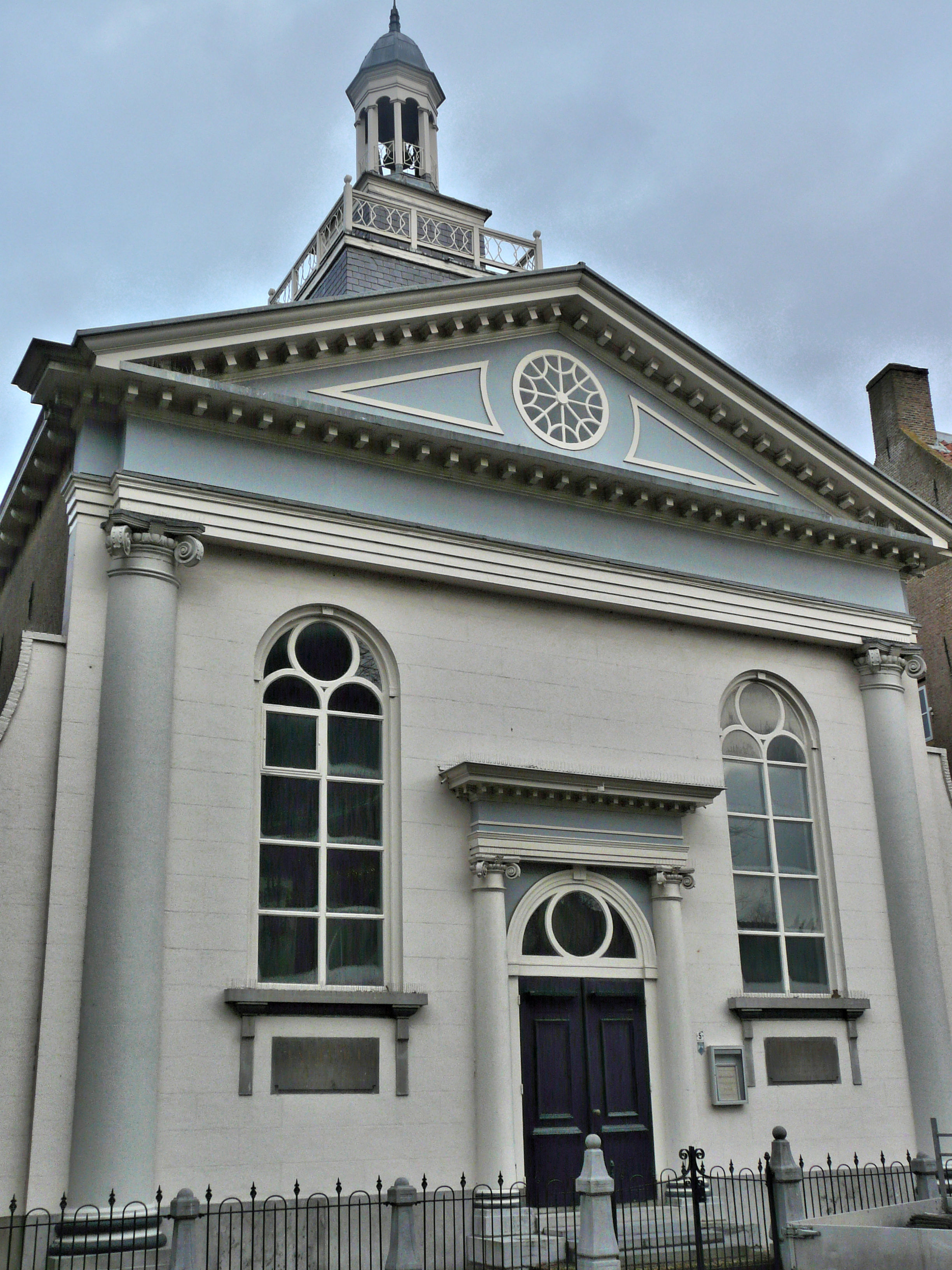
Johanneskerk
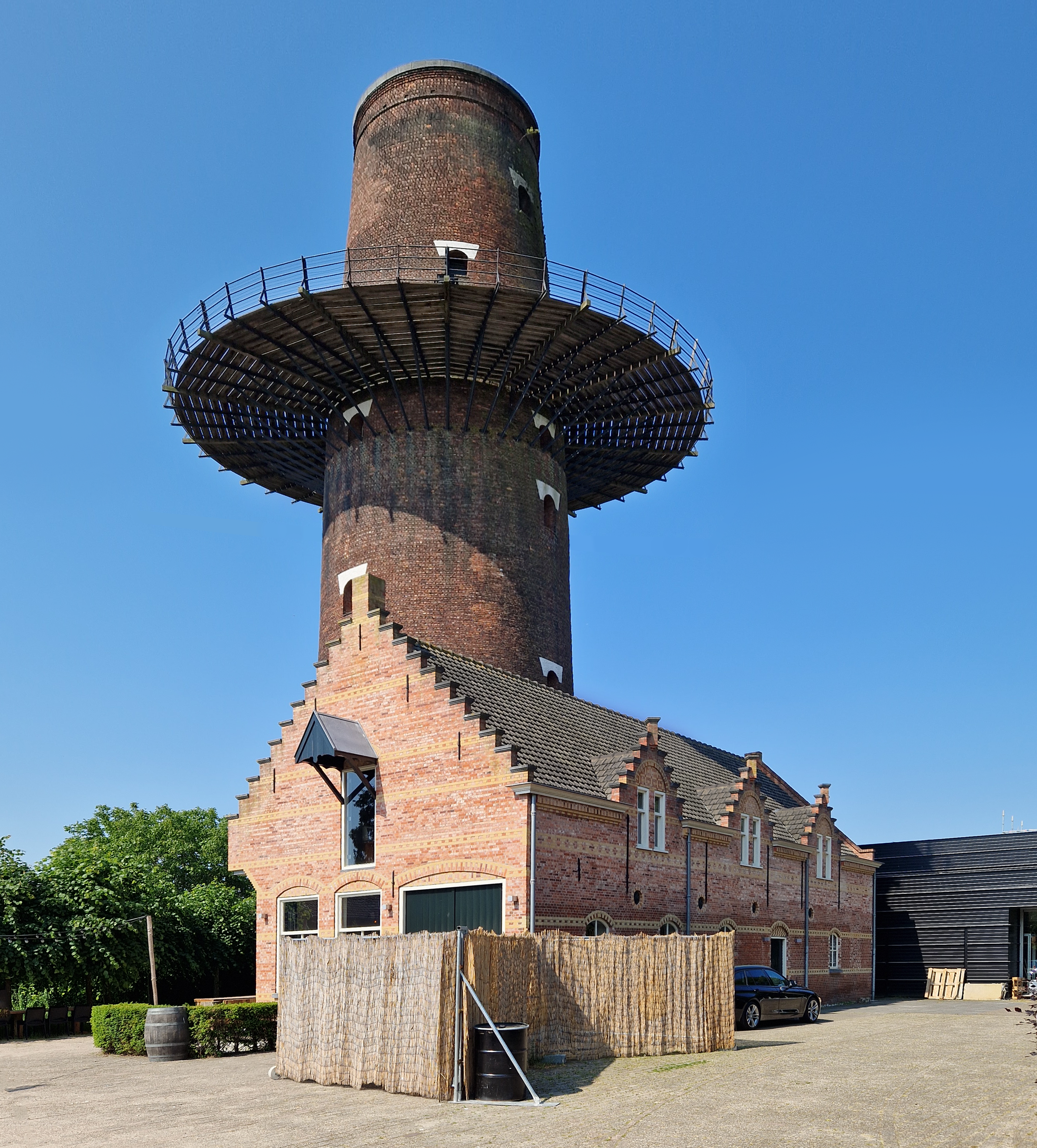
Korenmolen De Hoop

## Voorzieningen
- Rondom de Haagsemarkt zijn er 2 supermarkten, diverse winkels en horecagelegenheden te vinden.
- Sociaal Cultureel Centrum De Koe (onderdeel van Stichting Gemeenschapsaccommodaties Princenhage)
- De Dorpswei, Gemeenschapstuin aan de Dreef (onderdeel van Stichting Gemeenschapsaccommodaties Princenhage)
- Aan de rand van het dorp is zorgcentrum Thebe/Oranjehaeve gevestigd.
- Aan de overzijde van de Ettensebaan is de Woonboulevard Breda.

### De Dobbelsteen
Het voormalige schoolgebouw van de Bernardusschool is heden ten dage een Coöperatief Gemeenschapsgebouw. De Coöperatie is een samenwerkingsverband van diverse verenigingen, stichtingen, bedrijven en bewoners van Princenhage en de directe omgeving. Het gebouw biedt onderdak aan onder andere:
- Sociëteit Doel-Punt (ontmoetingsplek voor creatieve bewoners van Princenhage)
- Hobbyclub Princenhage (voor kinderen van 6 tot 12 jaar)
- Scouting Sint Martinus Breda-West
- De Aanloop (sociale ontmoetingsplek)
- RepairCafé Dobbelsteen
- oefen-/repetitieruimte voor bands en koren
- Een particuliere school
- een aantal kinderopvang organisaties

## Evenementen
Princenhage heeft een aantal lokale evenementen, onder andere georganiseerd door S.E.P. (Stichting Evenementen Princenhage), Stichting S.K.I.P. (Spelende Kinderen in Princenhage) en alle andere verenigingen in Princenhage:
- De jaarlijkse Vrijmarkt Princenhage op de zondag voor Hemelvaart.
- De Tien van 't Aogje, een evenement voor hardlopers op de voorlaatste zondag van september.
- Tijdens carnaval is Princenhage ('t Aogje) een zelfstandig dorp.
- In september heeft Princenhage een van de laatste kermissen van het seizoen met een twintigtal attracties.
- Rond Kerstmis van half december tot Driekoningen is er een kerststal met beelden en levende dieren op de Haagsemarkt en kerstconcert in de Sint Martinuskerk.
- Eind mei/begin juni wandelt vrijwel alle inwoners van Princenhage mee in de Avondvierdaagse van Princenhage (40-jarig jubileum in 2019).

## Media
- Wijkblad Princenhage, website met nieuws over Princenhage
- BN DeStem
- Lapteen & Peuleschilleke, carnavalsmagazines

## Onderwijs
Basisonderwijs
- Aan de Doelen is de R.K.Basisschool Sinte Maerte gevestigd. Een basisschool met ongeveer 640 leerlingen.
- Aan de Hovenierstraat zit R.K. Basisschool De Eerste Rith. Met een leerlingenaantal van ongeveer 400.
- In het aangrenzende Kerkdorp Effen is R.K. Basisschool Effen gevestigd met zo'n 60 leerlingen.

Voortgezet onderwijs
- Prinsentuin van Cooth aan de Tuinzichtlaan. Vmbo Leerwegen; Technologie, Zorg & Welzijn, en Groen.
- Het Berkenhofcollege aan de Tuinzichtlaan. Voortgezet speciaal onderwijs.

Nabij Princenhage vindt men "de Campus" aan de Emerweg.
- Markenhage. Daltononderwijs (mavo, havo, vwo).
- Michaël College. Vrijeschoolonderwijs (vmbo in het vierde jaar, daarna door voor havo of vwo).
- Orion Lyceum (havo, vwo).

## Sport
De gemeentelijke sporthal De Doelen is het thuis van veel verenigingen. De sporten die er beoefend worden zijn atletiek (indoor), basketbal, dans, gymnastiek, handbal (indoor), korfbal (indoor), sport en spel (ook met lichamelijke beperking), voetbal (zaal) en volleybal (indoor). Daarnaast heeft Princenhage van oudsher een eigen voetbalvereniging 'Groen-Wit', waarin ooit Kees Rijvers zijn loopbaan is begonnen. Een in 2012 opgerichte Princenhage volleybalvereniging draagt de naam 'V.C. 't Aogje'. Daarnaast kan men ook dansen bij Nana van der Pluijm en dansstudio Jump in de Koe.

## Verenigingen
- Stichting C.C. 't Aogje is de overkoepelend organiserende carnavalsvereniging van Princenhage
- Koninklijke Harmonie Cecilia Princenhage
- Scouting Sint Martinus Princenhage (Breda-West), vernoemd naar en ontstaan uit de Sint Martinus parochie in 1932
- Jongerenkoor Princenhage, een koor voor jongeren tussen 13 en 28 jaar
- Princenpaard is de schaakvereniging van Princenhage
- Princenhage's Mannenkoor, opgericht in 1911
- Martinuskoor Princenhage

## Bekende personen
- Thomas van Leent (1807-1882), kunstschilder
- Suze de Lint (1878-1953), kunstschilder
- Fried Manders (1901-1978), politicus
- Herman Coolsma (1908-1996), predikant en verzetsstrijder
- Jacques van Poppel (1909-1976), beeldend kunstenaar
- Jos Beenhakkers (1922-1980), voetballer
- Kees Rijvers (1926-2024), voetballer en voetbaltrainer
- Marijke Thunnissen (1927-2025), textielkunstenaar en kunstschilder
- Adri Suijkerbuijk (1929-2015), wielrenner
- Leo Canjels (1933-2010), voetballer
- Marjon de Hoon-Veelenturf (1961), bestuurder en burgemeester

## Overleden
- Vincent van Gogh (1820-1888), kunsthandelaar; oom van kunstschilder Vincent van Gogh
- Cornelia van Gogh-Carbentus (1829-1913), tante van kunstschilder Vincent van Gogh
- Johan van Loon (1934-2020), textiel-, keramiek-, porselein- en glaskunstenaar

## Verkeer en vervoer
Princenhage is bereikbaar via stadslijn 4. Princenhage ligt tussen de Ettensebaan, Princenhagelaan en de Dr. Struykenstraat. De Haagweg is een belangrijke verbindingsweg naar Breda Centrum.

## Nabijgelegen dorpskernen
Prinsenbeek, Effen en Rijsbergen (gemeente Zundert), Ginneken (wijk in Breda, voormalig dorp)

## Verdere literatuur
- Herman Dirven en Piet Dekkers, Princenhage in oude ansichten. Zaltbommel: Europese Bibliotheek, 1976.
- Wies Jansen, Bij ons in 't aogje. Z.p., 1980.
- Rinie Maas, Giftum Kèès! 75 jaar Groen-Wit en driekwart eeuw dorpsleven in Princenhage. Breda: Jubileumcommissie Groen-Wit, 2007.